# Roger I de Foix
Roger I de Foix (? - 1064) fou comte de Foix (1034-1064).

## Orígens familiars
Fill del comte Bernat I de Foix i la seva primera esposa Beatriu, fou germanastre de Bernat II de Bigorra. El 1034 a la mort del seu pare rebé el senyoriu de Foix però ell fou el primer a titular-se comte de Foix.

## Vida política
Va fer un heretament mutu amb el Bisbe de Girona Pere Roger de Carcassona, oncle seu per part de pare, al que va reconèixer com a sobirà feudal dels castells de Foix, Castellpenent, Dun, Kerkob, Barelles, Carcassona i Saissac, i al que va nomenar tutor dels seus fills si moria deixant fills menors.
Pere Roger, que tenia grans alous a Carcassona i portava el títol nominal de co-comte de Carcassona, el deixà hereu a la seva mort i així va esdevenir co-comte de Carcassona i posseïdor de terres al Carcassès o Carcassonès. Aquestes possessions li foren confirmades per Roger III de Carcassona, que el va reconèixer com a co-comte amb dret a la meitat de la justícia el 1064, i amb el qual va formar una aliança contra tots menys contra el comte de Tolosa que era reconegut com a sobirà feudal del comtat de Carcassona.

## Núpcies i mort
Es casà amb Amicia però morí el 1064 sense fills i les terres del Carcassonès devien passar a Roger III potser en virtut d'un pacte d'heretament, però no va ser així amb les de Foix que va passar al seu germà Pere de Foix, mort el 1071, que de la seva dona Letgarda va tenir l'infant Roger de Foix, que va reunir ambdós territoris i va portar només el títol de comte de Foix.
El 1070 els territoris o drets que pertocaven als Foix a Carcassona i Rasès van ser venuts al comtat de Barcelona i la mort de Pere devia impedir continuar cap reclamació.